# Delhi Royal
Delhi Royal (Goodness Gracious Me) est une série télévisée britannique en 18 épisodes de 25 minutes et deux épisodes de 50 minutes, créée par Nitin Sawhney et Sanjeev Bhaskar et diffusée entre le 12 janvier 1998 et le 19 février 2001 sur le réseau BBC 2.
En France, la série a été diffusée sur Comédie.

## Synopsis
Cette série met en scène de jeunes britanniques d'origine indienne pratiquant, au travers de sketches, une autocritique comique de leur culture.

## Distribution
- Sanjeev Bhaskar
- Meera Syal
- Kulvinder Ghir (en)
- Nina Wadia (en)
- Dave Lamb (en)

## Personnages récurrents
- Le goujat Mr « Check Please »
- Mr. « Indian » qui dit que tout a été inventé par les Indiens
- L'acteur sexy de Bollywood, « Chunky La Funga »
- Les futés « Bhangra Muffins »
- Le super-héros « Bhangra Man »
- Les « Cooper » (ex Kapoor) et les « Saint John » (ex Sanjeet) qui affirment être d'authentiques britanniques
- Le malhonnête gourou « Maharishi Yogi » (inspiré par le célèbre Maharishi Mahesh Yogi)
- La journaliste de cinéma « Smeeta Smitten »
- Les deux mères qui sont en compétition pour vanter les mérites de leurs fils respectifs
- L'homme qui valait trois millions de roupies (parodie de L'Homme qui valait trois milliards)
- « Skippinder », le kangourou penjabi (parodie de Skippy le kangourou)

## Commentaires
Le titre original de la série a été inspiré par la chanson interprétée par Peter Sellers et Sophia Loren pour la promotion de leur film Les Dessous de la millionnaire (The Millionairess) en 1960, dans lequel Peter Sellers était grimé en médecin indien.